# Рамон Міллер
Рамон Міллер  (англ. Ramon Miller, 17 лютого 1987) — багамський легкоатлет, олімпійський медаліст.

## Виступи на Олімпіадах
| Олімпіада   | Дисципліна              | Місце     |
| ----------- | ----------------------- | --------- |
| Пекін 2008  | естафета 4 x 400 метрів | 2         |
| Лондон 2012 | біг на 400 метрів       | 4 h3 r2/3 |
| Лондон 2012 | естафета 4 x 400 метрів | 1         |